# Syzygium

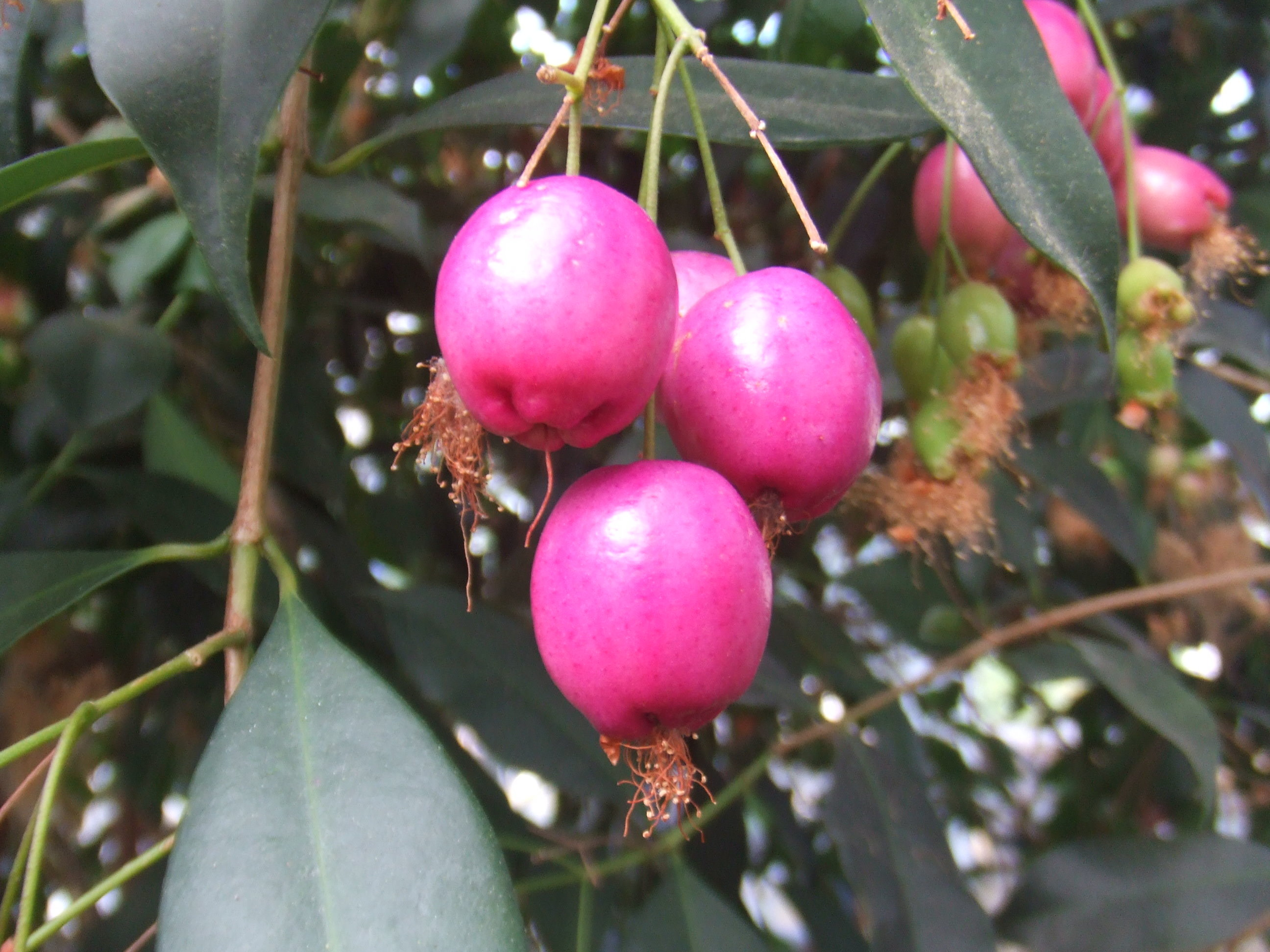
Syzygium oleosum

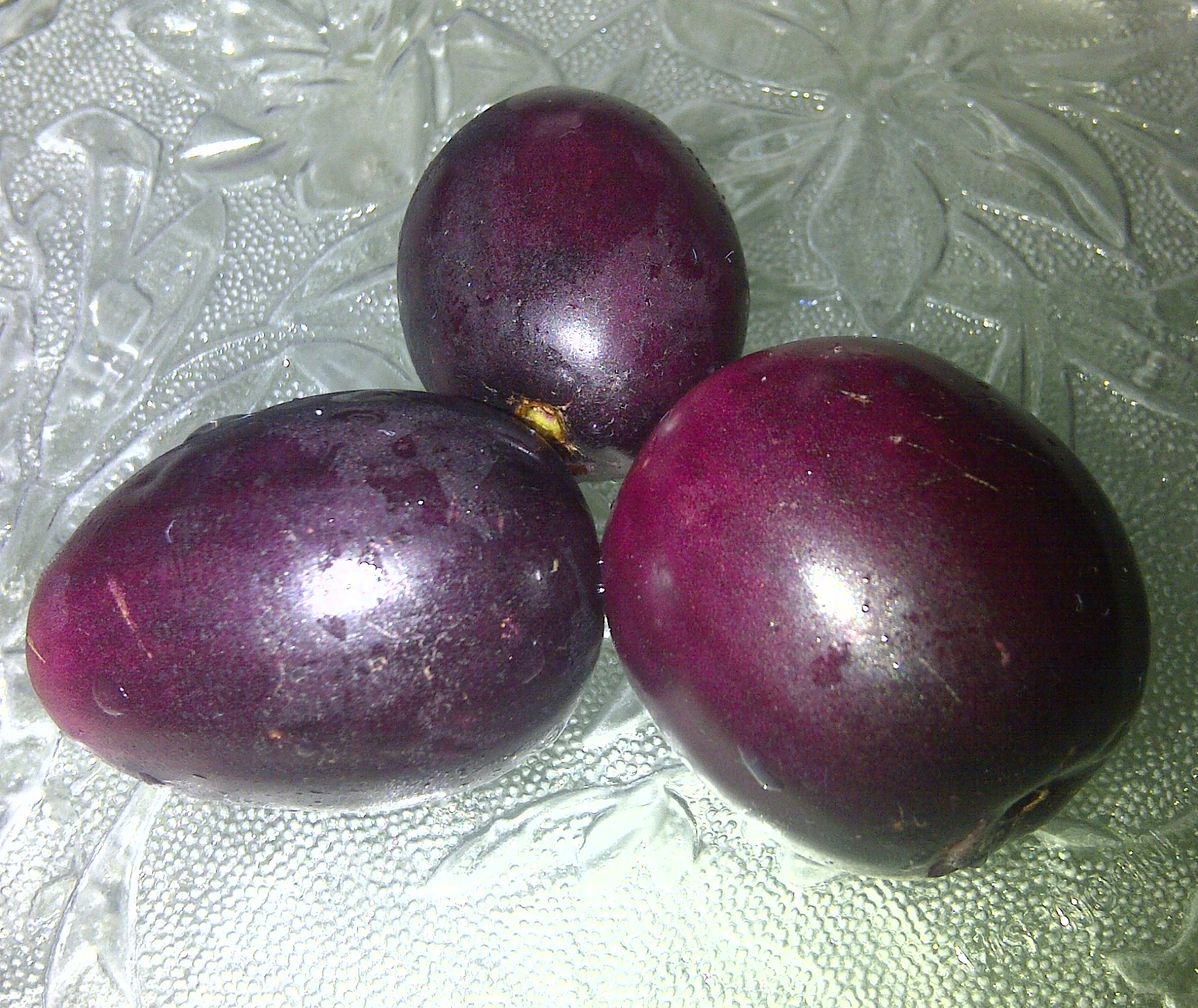
Syzygium cumini

Syzygium is een soortenrijk geslacht uit de mirtefamilie (Myrtaceae). Enkele soorten uit dit geslacht zijn:
- Syzygium aqueum (djamboe aer, pommerak)
- Syzygium aromaticum (de plant van de kruidnagel)
- Syzygium buxifolium
- Syzygium cumini (jambolan)
- Syzygium eucalyptoides
- Syzygium grandis
- Syzygium guineense
- Syzygium jambos (djamboe aer mawar, rozenappel)
- Syzygium malaccense (djamboe bol, Maleisische rozenappel)
- Syzygium nervosum
- Syzygium oblatum
- Syzygium oleosum
- Syzygium paniculatum
- Syzygium polycephaloides
- Syzygium polycephalum
- Syzygium pratense
- Syzygium pycnanthum
- Syzygium samarangense (djamboe semarang, Java-appel)

... · 
S. aqueum (Djamboe aer) · 
S. aromaticum (Kruidnagelboom) · 
S. cumini (Jambolan) · 
S. jambos (Djamboe aer mawar) · 
S. malaccense (Djamboe bol) · 
S. samarangense (Djamboe semarang) · 
S. sandwicense (Ohia ha) · 
...
... · 
Acmena · 
Actinodium · 
Agonis · 
Allosyncarpia · 
Aluta · 
Angophora · 
Astartea · 
Astus · 
Babingtonia · 
Baeckea · 
Callistemom · 
Calytrix · 
Chamelaucium · 
Corymbia · 
Corynanthera · 
Cyathostemon · 
Darwinia · 
Enekbatus · 
Ericomyrtus · 
Eucalyptus (Eucalyptus) · 
Eugenia · 
Euryomyrtus · 
Feijoa · 
Homalocalyx · 
Homoranthus · 
Hypocalymma · 
Lamarchea · 
Leptospermum · 
Lophomyrtus · 
Malleostemon · 
Metrosideros · 
Micromyrtus · 
Myrceugenia · 
Myrciaria · 
Myrtus (Mirte) · 
Ochrosperma · 
Osbornia · 
Pileanthus · 
Pimenta · 
Psidium · 
Rinzia · 
Sannantha · 
Scholtzia · 
Syzygium · 
Thryptomene · 
Triplarina · 
Tristaniopsis · 
Verticordia · 
Waterhousea · 
Xanthostemon · 
...